# 高麗國祖
高麗國祖（？—？）是高丽王朝的追尊君主，是高丽太祖王建的曾祖父，高麗懿祖的父亲。
918年，高麗王朝成立以后，被太祖王建，追尊庙号国祖，谥号元德大王。又称始祖。
《高丽史节要》引金宽毅《编年通录》称，唐肃宗曾隐姓至松岳郡，投宿康寶育家，自称为大唐贵姓。宝育“认是中华贵人”，令其女辰义“荐枕，留期月，觉有娠”，生作帝建。王建称王后，尊高祖父康寶育为国祖元德大王，其女辰义为贞和王后。后王建家族自称唐贵人。

## 家族
- 妻：貞和王后（康寶育之说，貞和王后则是其女）
- 子：高麗懿祖（景康大王）
  - 孫：高麗世祖（威武大王）
    - 曾孫：高麗太祖王建

- 岳父：

## 参看
- 高麗懿祖
- 高麗世祖
- 高麗太祖